# Tempo de Glória
Glory (bra/prt: Tempo de Glória) é um filme estadunidense de 1989 dos gêneros ficção histórica e drama de guerra, dirigido por Edward Zwick com roteiro de Kevin Jarre baseado nas cartas pessoais do coronel Robert Gould Shaw e nos livros: One Gallant Rush, de Peter Burchard, e Lay This Laurel, de Lincoln Kirstein.
O filme é sobre a primeira unidade formal do Exército dos EUA durante a Guerra Civil Americana a ser feita inteiramente de homens afro-americanos, como contada a partir do ponto de vista do Coronel Shaw, seu oficial comandante branco. Foram a primeira unidade do que se tornou conhecido como as United States Colored Troops e conhecido por suas ações heróicas em Fort Wagner.
O filme foi indicado a cinco Oscars e ganhou três, incluindo para Denzel Washington de Melhor Ator Coadjuvante por sua interpretação de Trip. Ele ganhou muitos outros prêmios, inclusive da Academia Britânica, os Globos de Ouro, os Film Critics Kansas City Circle, Political Film Society, a NAACP, entre outros.
O filme foi co-produzido pela TriStar Pictures e Freddie Fields Productions, e distribuído pela Tri-Star Pictures nos Estados Unidos. Estreou em edição limitada nos EUA em 14 de dezembro de 1989, e em grande lançamento em 16 de fevereiro de 1990 e arrecadando $26,828,365. Foi considerado um sucesso financeiro moderado, tendo em conta o seu orçamento de $18 milhões. A trilha sonora, composta por James Horner em conjunto com o Coro dos Meninos do Harlem, foi lançado em 23 de janeiro de 1990. A home vídeo foi distribuído pela Sony Pictures Home Entertainment. A sua estreia em televisão aconteceu em Portugal no Canal 1 da RTP, na quarta-feira, dia 9 de Junho de 1993, na rubrica «Lotação Esgotada». Em 2 de junho de 2009, foi lançada uma versão Blu-ray widescreen, com o comentário do diretor e cenas eliminadas.

## Sinopse
Durante a Guerra Civil Americana, a 2 ª Massachusetts Infantaria envolve forças confederadas na sangrenta Batalha de Antietam. Capitão Robert Shaw (Matthew Broderick) é ferido na batalha e é tido como perdido, mas é encontrado vivo por um coveiro chamado John Rawlins (Morgan Freeman) e enviado para um hospital de campanha. Enquanto está em licença médica em Boston, Shaw visita sua família, e é apresentado a Frederick Douglass . A  Shaw é oferecida uma promoção ao posto de coronel , bem como o comando do primeiro regimento formado somente por soldados negros,  o 54o. Massachusetts Volunteer Infantry . Ele aceita a responsabilidade , e pede ao seu amigo de infância , Major Cabot Forbes (Cary Elwes) para servir como seu segundo em comando . O primeiro soldado voluntário é mais um dos amigos de Shaw , um homem livre chamado Thomas Searles (Andre Braugher) . Outros recrutas surgem logo a seguir, incluindo Rawlins, o tímido Júpiter (Jihmi Kennedy) e Trip (Denzel Washington), um escravo fugido que está desconfiado de Shaw. Trip se choca instantaneamente com Thomas, e Rawlins cuida para que haja paz entre os dois.

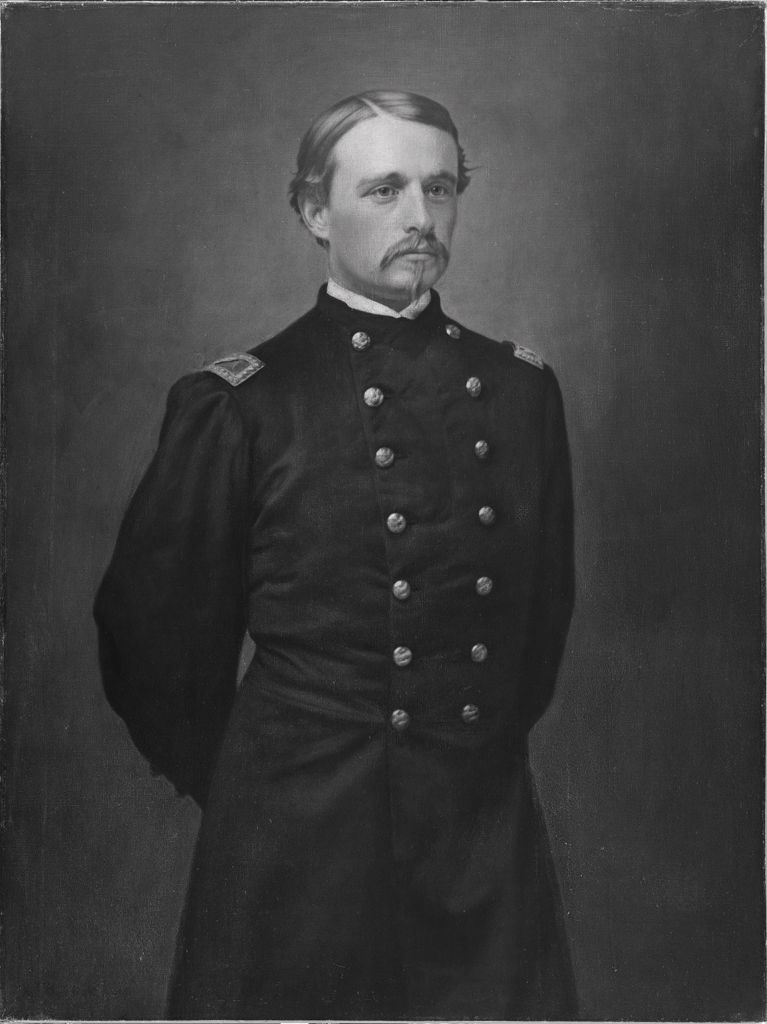
Coronel Robert Gould Shaw

Quando a Confederação emite uma ordem para que todos os soldados negros encontrados em uniforme União sejam sumariamente executados assim como os seus oficiais brancos, a oportunidade é dada a todos os homens do 54 para tomar uma dispensa honrosa, no entanto nenhum o faz. Os soldados negros passam por um período de treinamento rígido sob a supervisão severa do sargento Mulcahy (John Finn). Forbes e Shaw discutem sobre a brutalidade do treinamento. Forbes acredita que eles nunca terão permissão para lutar e será usado apenas como força de trabalho manual. Quando Shaw confronta Mulcahy em relação ao treinamento duro, ele vê que o sargento-mor não está tentando ser cruel , mas está tentando realmente ensinar os homens a serem soldados, e permite que o treinamento para continuar.
Quando descobre-se que Trip deixou o acampamento e é pego, Shaw ordena que ele açoitado na frente das tropas. As cicatrizes de seus golpes anteriores como um escravo são expostos e este apresenta um dilema real para a Shaw abolicionista. Enquanto conversava com Rawlins, Shaw descobre que Trip tinha deixado apenas para encontrar sapatos adequados para substituir os seus próprios gastos. Shaw percebe que os suprimentos estão sendo negados aos seus soldados por causa de sua raça. Ele beligerante confronta o intendente , Kendric (Richard Riehle), e descobre que na verdade sapatos e as meias estavam em estoque, mas não tinha sido dado aos soldados negros. Sua defesa em nome de seus soldados continua através de uma disputa salarial, durante o qual o governo federal decidiu pagar soldados negros que metade dos soldados brancos. Quando Trip tenta incitar os homens a rasgar seus contracheques, Shaw afirma que, se os homens não aceitará pagar, então ele e os oficiais não irá, e rasga seu salário na frente dos homens também.
Uma vez que o 54 completa a sua formação , eles são transferidos sob o comando do general Charles Garrison Harker (Bob Gunton). No caminho para se juntar à guerra na Carolina do Sul, a 54 ª é condenada a saquear uma cidade Geórgia e queimá-lo por Harker de segundo-em- comando, Colonel Montgomery (Cliff De Young) . Após a primeira recusa , ele obedece a ordem sob a ameaça de ser dispensado e suas tropas tirado, e a cidade é destruída. Shaw continua a pressionar seus superiores para permitir que os seus homens para se juntar à luta. Todas as suas funções desde sendo ativado envolvidos construção e trabalho manual . Shaw investe Rawlins como um grande sargento e Rawlins começa a difícil tarefa de ganhar o respeito de ambos os soldados brancos e negros.
Shaw finalmente chega a 54 em combate depois que ele confronta Harker e ameaça denunciar o contrabando, saques, e enxerto ele tenha descoberto a menos que Harker ordena a 54 em ação. Em sua primeira batalha em James Island, Carolina do Sul, o sucesso inicial é seguido por um confronto sangrento com muitas baixas. No entanto, os confederados são espancados e retiro . Durante a batalha, Thomas é ferido mas salva de Trip , finalmente ganhando o respeito do ex-escravo . Em seguida, ele se recusa a ir para casa para se recuperar.
Algum tempo depois, o general George Strong (Jay O. Sanders) informa Shaw e seus superiores de uma grande campanha para garantir uma posição em Charleston Harbor. Isso envolverá agredir o Morris ilha próxima e capturando sua fortaleza impenetrável, única abordagem em direção à terra da bateria Wagner.The forte é através de uma pequena faixa de praia com pouca cobertura, e o primeiro regimento de cobrar é a certeza de sofrer baixas extremamente pesados. Shaw voluntários para ter o 54 º levar o charge. A noite antes da batalha , os soldados negros realizar um serviço religioso em que soldados individuais oferecer suas orações em meio a assinatura hino. Rawlins e Trip fazer discursos emocionais para inspirar as tropas e para pedir a ajuda de Deus.
A 54 leva a carga do forte e pesadas baixas acontecer na praia como fogo de artilharia esmaga através das fileiras. Quando a noite cai o bombardeio continua e nenhum progresso pode ser feito . Shaw tenta exortar os homens para a frente, mas é baleado várias vezes e morreu. Atordoado, os soldados ficam onde estão até Trip levanta a bandeira e reúne os soldados para continuar. É baleado várias vezes ao fazê-lo, mas mantém-se a bandeira de seu último suspiro. Forbes assume o comando do regimento, e eles são capazes de romper as defesas exteriores do forte, mas encontram-se em grande desvantagem numérica, uma vez que estão no interior. Na manhã seguinte à batalha, vemos a praia repleta de corpos como a bandeira confederada é levantada sobre o forte. À medida que os corpos são enterrados em uma vala comum, Shaw e os corpos de Trip ao lado do outro.
A narração de fechamento revela que Forte Wagner nunca foi tomada por forças da União Europeia. No entanto, o sacrifício do 54º, que perdeu quase metade de seus homens na batalha, não foi em vão , pois a sua coragem inspirou a União para recrutar homens mais negros para o combate.

## Elenco
- Matthew Broderick .... coronel Robert Gould Shaw
- Denzel Washington .... Trip
- Cary Elwes .... major Cabot Forbes
- Morgan Freeman .... sargento John Rawlins
- Jihmi Kennedy .... Júpiter Sharts
- Andre Braugher .... Thomas Searles
- John Finn .... sargento Mulcahy
- Donovan Leitch .... Charles Fessenden Morse
- John David Cullum .... Henry Sturgis Russell
- Alan North .... governador John Albion Andrew
- Bob Gunton .... general Charles Garrison Harker
- Cliff De Young .... coronel James Montgomery
- Christian Baskous .... Edward L. Pierce
- Jay O. Sanders .... general George Crockett Strong
- Raymond St. Jacques .... Frederick Douglass
- Jane Alexander .... Sarah Blake Sturgis Shaw (não creditado)

## Produção
A inspiração de Kevin Jarre para escrever o filme veio de ver um monumento ao Coronel Shaw e ao 54 º Regimento de Infantaria de Voluntários de Massachusetts (a primeira unidade formal do Exército dos EUA para ser feita inteiramente de homens afro-americanos), em Boston Common. O roteiro de Jarre foi baseada em cartas do Coronel Shaw e em dois livros, Lay This Laurel de  Lincoln Kirstein e One Gallant Rush de Peter Burchard. Ele, então, baseado na história em cartas escritas por Shaw durante a Guerra Civil.
Filmagem principal ocorreu principalmente em Massachusetts e na Geórgia. Abrindo passagens, destinado a retratar a batalha de Antietam, foram filmadas em recriação histórica com militares voluntários em um grande compromisso no campo de batalha de Gettysburg. Zwick não queria virar Glory "em uma história de preto com um herói mais comercialmente conveniente branco." Ator Freeman observou: "Nós não queremos este filme para cair sob a sombra. Esta é uma imagem sobre o 54 º Regimento, não Coronel Shaw, mas ao mesmo tempo os dois são inseparáveis." Zwick contratou o historiador Shelby Foote como um assessor técnico; mais tarde ele se tornou amplamente conhecido por suas contribuições no nono episódio do popular documentário de Ken Burns para a PBS, The Civil War de 1990 .
Glória foi o primeiro grande filme para contar a história dos afro-americanos lutando por sua liberdade na Guerra Civil e veio como uma revelação para milhões de americanos que não tinham conhecimento de sua participação. O filme Shenandoah de 1965 (estrelado por James Stewart), também retratava afro-americanos lutando para a União, mas sugeriu que o exército da União foi integrado.
O ator Matthew Broderick é um parente distante do Coronel Robert Gould Shaw, personagem que interpretou no filme, também tem um dos créditos mais longos da história do cinema: dez minutos de duração.

## Trilha sonora
A trilha sonora de cinema original para Glory, foi lançado pela gravadora Virgin Records em 11 de janeiro de 1990. A trilha sonora para o filme foi orquestrada por James Horner, em associação com o Coro dos Meninos do Harlem. Jim Henrikson editado a música do filme; enquanto Shawn Murphy misturou a trilha sonora.

## Marketing

### Monografia
Um estudo de não-ficção do regimento apareceu pela primeira vez em 1965 e foi republicado em brochura por St. Martin's Press, One Gallant Rush: Robert Gould Shaw and His Brave Black Regiment, em janeiro de 1990. O livro dramatiza os eventos descritos no filme, a expansão da forma como o 54º Regimento de Massachusetts desenvolveu-se como soldados prontos para a batalha. O livro resume os eventos históricos e as consequências do primeiro regimento negro da União influenciar o resultado da guerra.

## Principais prêmios e indicações
Oscar 1990 (EUA)
- Venceu nas categorias de Melhor Ator Coadjuvante (Denzel Washington) e Melhor Fotografia e Melhor Som.
- Indicado nas categorias de Melhor Montagem e Melhor Direção de Arte.

BAFTA 1991 (Reino Unido)
- Indicado na categoria de Melhor Fotografia.

Globo de Ouro 1990 (EUA)
- Venceu na categoria de Melhor Ator Coadjuvante (Denzel Washington).
- Indicado nas categorias de Melhor Filme - Drama, Melhor Diretor, Melhor Roteiro e Melhor Trilha Sonora.

Grammy 1991 (EUA)
- Venceu na categoria de Melhor Composição Instrumental Feita Para um Filme.

Prêmio PFS 1991 (Political Film Society, EUA)
- Indicado na categoria Direitos Humanos.

## Bilheteria

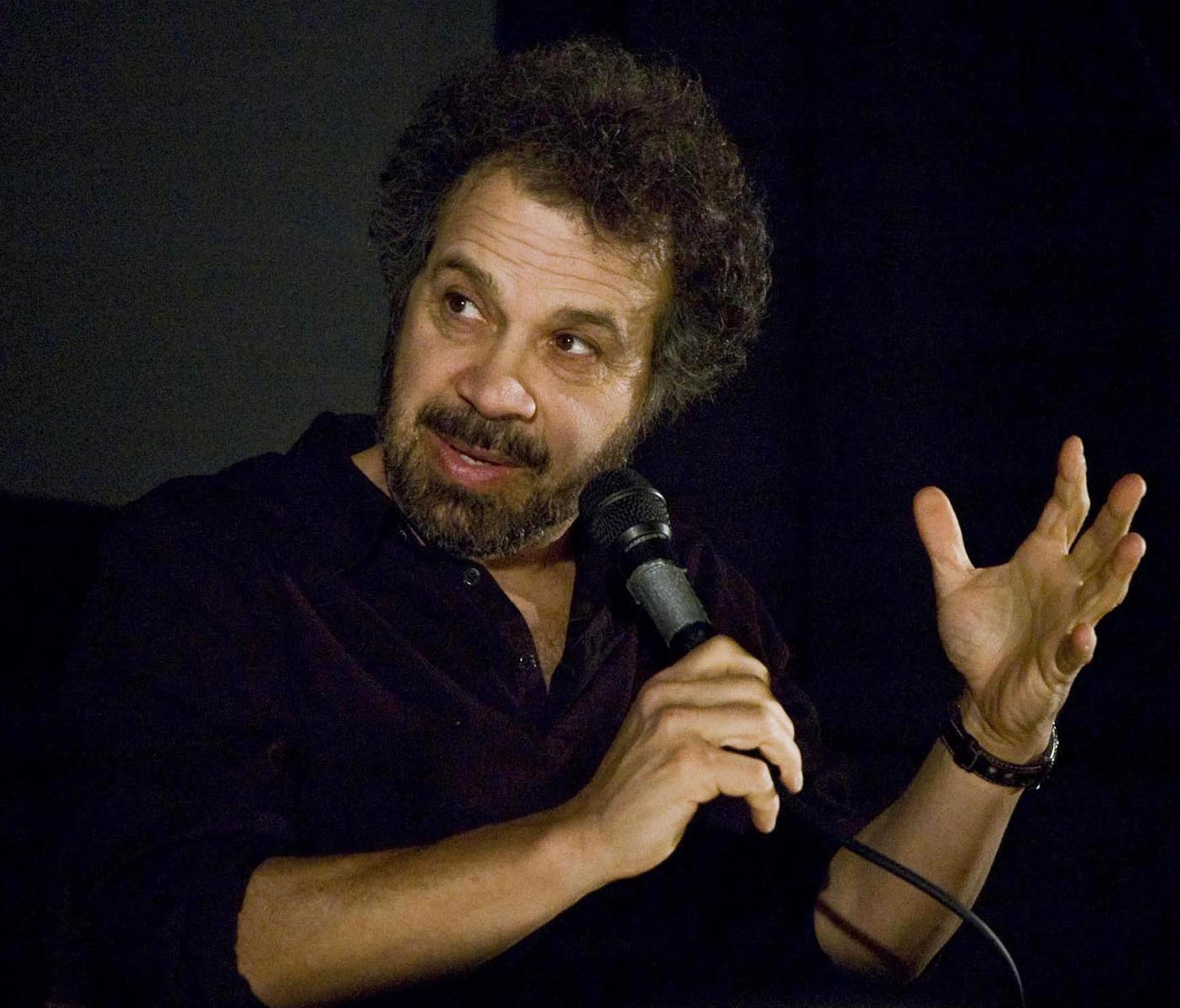
Diretor Edward Zwick

O filme estreou nos cinemas em 14 de dezembro de 1989, em edição limitada dentro dos EUA. Durante sua semana de estreia limitada, o filme arrecadou $63,661 nos negócios, mostrando em 3 locais. Seu amplo lançamento oficial foi exibido nos cinemas em 16 de fevereiro de 1990. Abertura em um 8º lugar distante, o filme ganhou $2,683,350 mostrando em 801 cinemas. O filme Driving Miss Daisy bater tranquilamente sua concorrência durante esse fim de semana de abertura em primeiro lugar com $9,834,744. A receita do filme caiu 37% em sua segunda semana de lançamento, ganhando $1,682,720. Para esse fim de semana especial, o filme permaneceu em 8º lugar em 809 cinemas não desafiando uma superior posição cinco. O filme Driving Miss Daisy, manteve-se em primeiro lugar arrecadando $6,107,836 em receitas de bilheteira. O filme passou a cobrir para fora no mercado interno em $26,828,365 em vendas de ingressos totais através de uma corrida de 17 semanas nos cinemas. Para 1989 como um todo, o filme teria cumulativamente classificar em uma posição de desempenho de bilheteria de 45.